# 明治十八年の淀川洪水

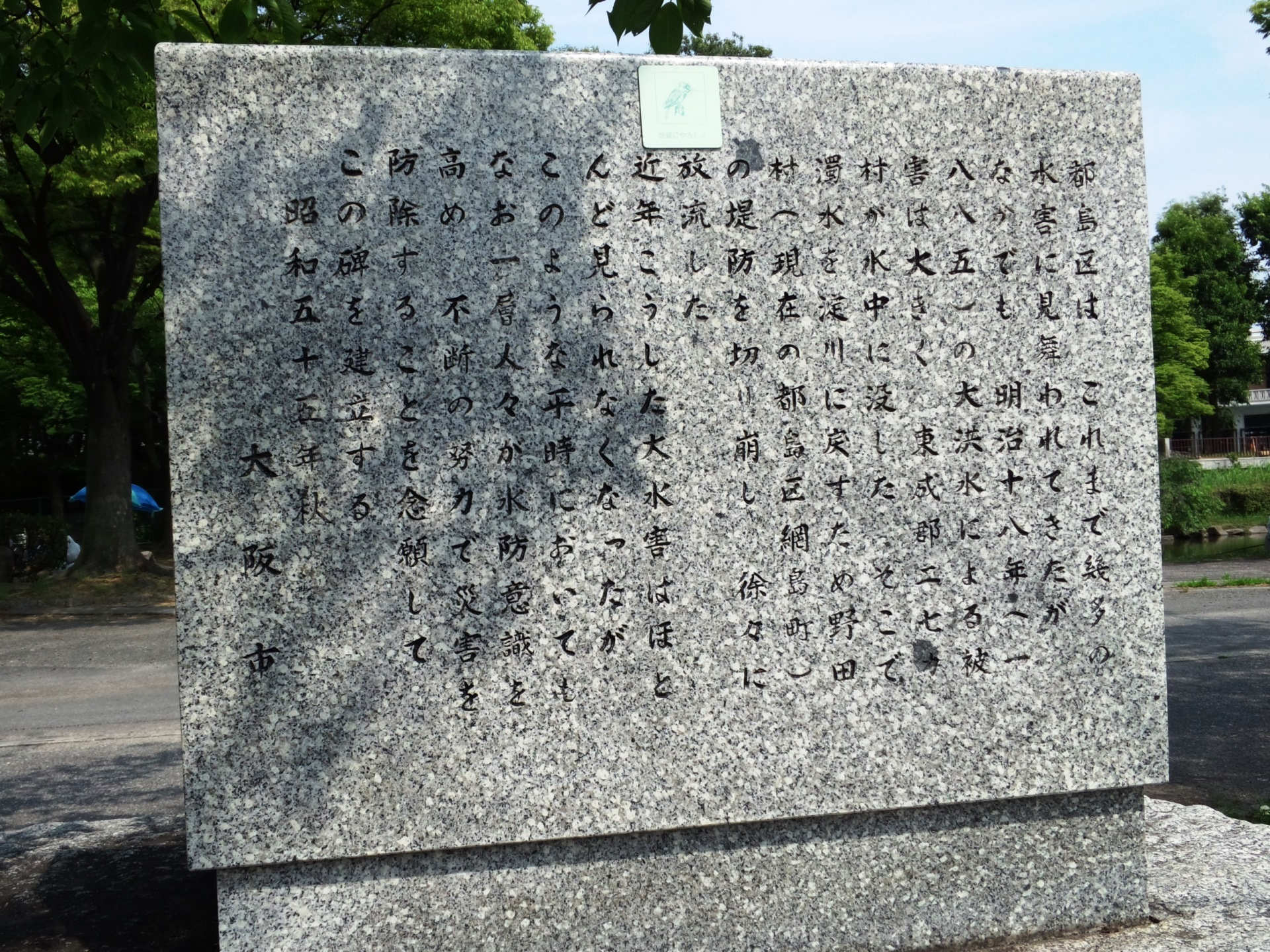
桜之宮公園に設置されている石碑

明治十八年の淀川洪水（めいじじゅうはちねんのよどがわこうずい）は、1885年（明治18年）6月中旬から7月にかけて続いた淀川の洪水のことである。明治大洪水とも言う。享和2年（1802年）に発生した享和二年の淀川洪水に次ぐ被害となった。

## 概要

### 6月の洪水

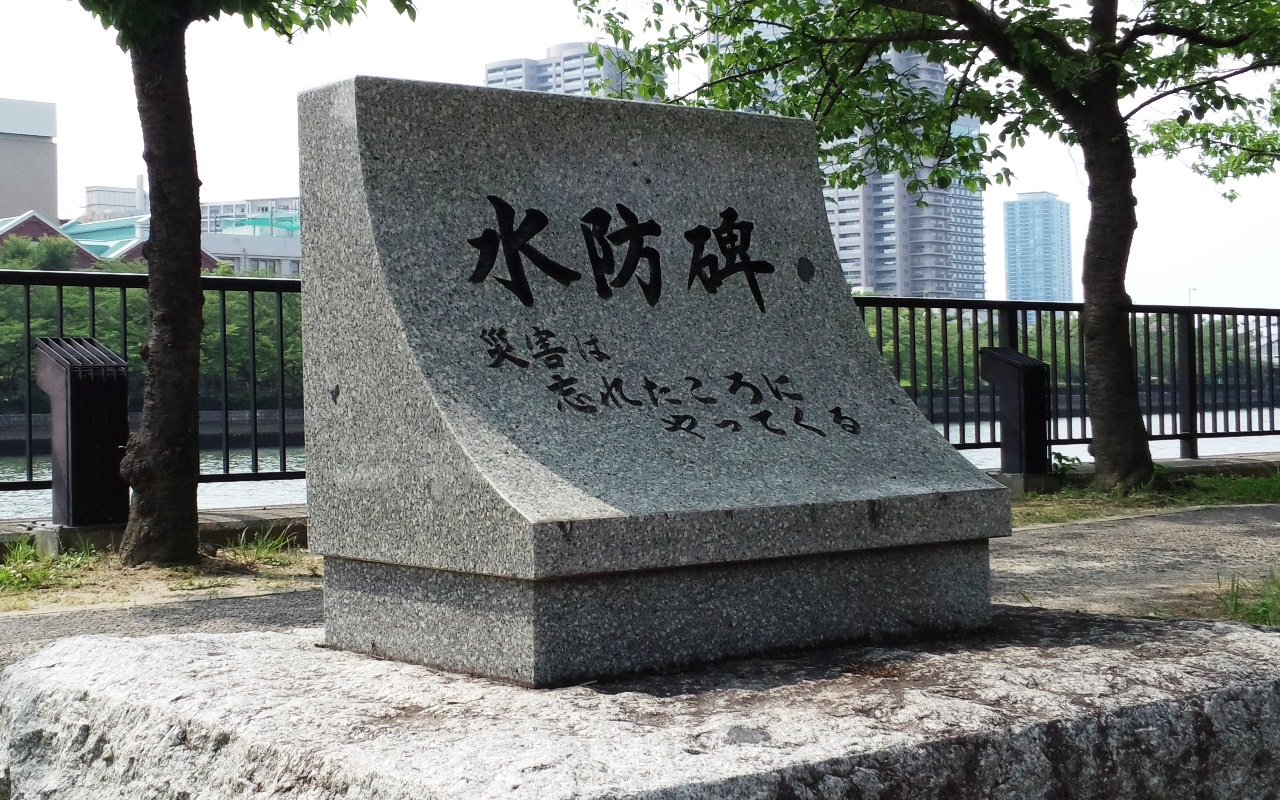
水防碑

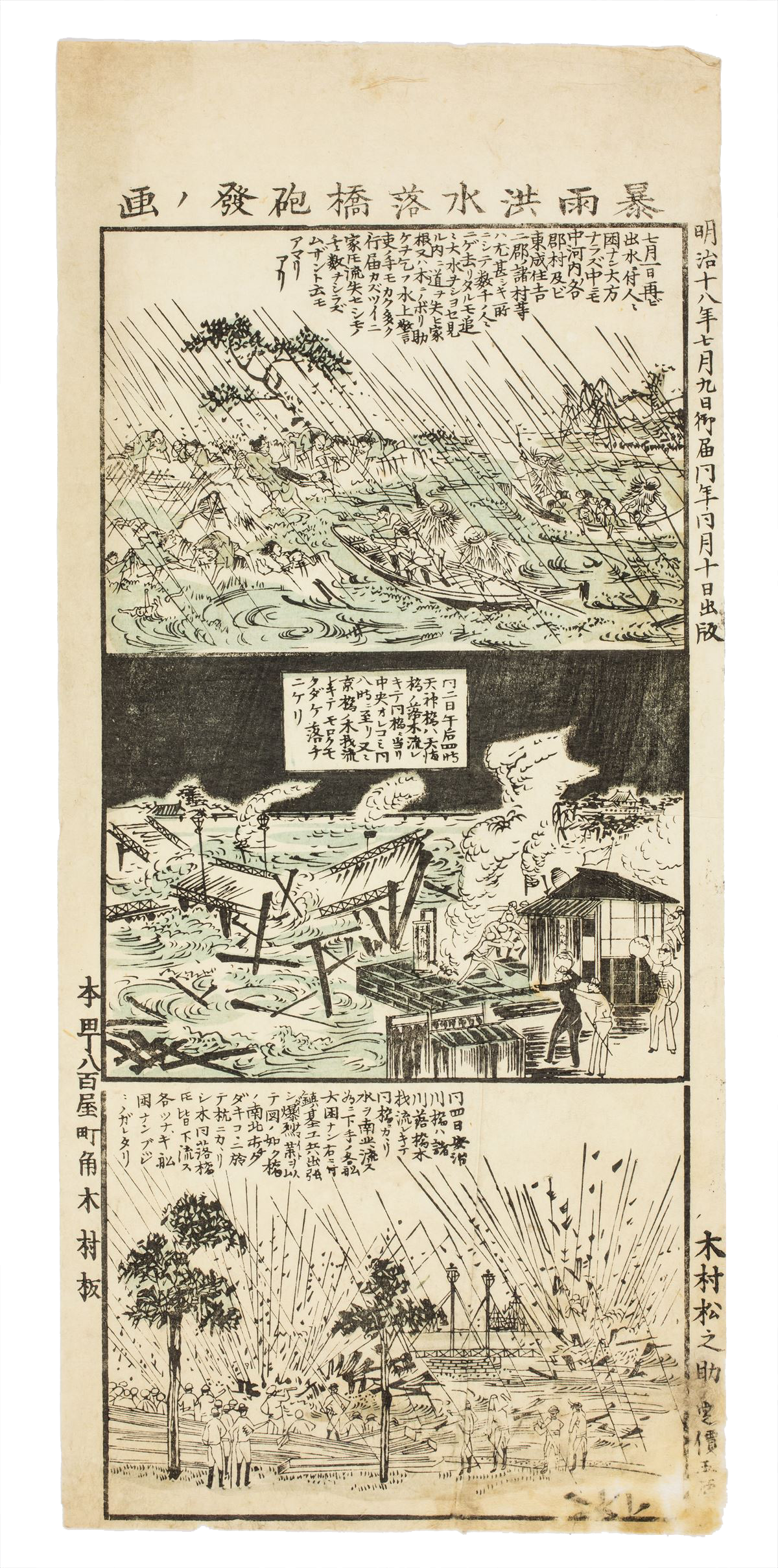
天神橋の流出を描いた瓦版

1885年（明治18年）6月は、上旬から二つの低気圧の影響により雨が降り続け、15日の夜からはついに豪雨が始まり、淀川は見る間に増水していった。
16日、淀川右岸の支流である檜尾川（高槻市）、芥川（高槻市）、安威川（茨木市）、茨木川（茨木市）が氾濫し、17日、淀川左岸にある支流の枚方市岡新町の天野川の堤防が決壊、次いで夜に入って枚方市の伊加賀で淀川本流の堤防が30間（約182m）にも渡って決壊する「伊加賀切れ」が発生し、やがて60間（約364m）にまで広がって淀川南側にあふれ出した。淀川左岸の堤防は各所で決壊し、加えて淀川支流の河川や用水路の水もあふれ出し、河内平野の北側一帯が浸水してしまった。水は寝屋川の堤防にまで達してそこで一度止まり、寝屋川以南に被害はなかった。それでも20日に中河内郡で恩智川が氾濫している。
浸水地域は現在の大阪市都島区、旭区、城東区、鶴見区、守口市、門真市、寝屋川市、枚方市、摂津市、茨木市、高槻市の広範囲に上った。
ひとまず洪水の勢いが止まったことにより、建野郷三大阪府知事は大川の堤防をわざと決壊させ、そこからこの膨大な水を流してしまおうと「わざと切れ」と呼ばれる江戸時代から度々行われてきた方法をとることとし、洪水地域の南西の角にあたり、大川と寝屋川の合流地点でもある現・都島区網島町にあった大長寺（現在は藤田邸跡公園）裏の大川左岸堤防を20日から23日にかけて26間を切り、排水を行った。
25日からは枚方市伊加賀で堤防の修復が開始され、28日には大蔵卿の松方正義が工事の視察を行っている。

### 7月の洪水
まだ浸水地域の排水が終わっていない27日の夜から雷雨が始まり、28日は台風の影響で大雨となった。29日は風が強まり、7月1日は暴風雨となって、2日には修復中だった伊加賀の堤防が再び決壊し、再び淀川の水が南側にあふれた。さらに、現・都島区の桜宮の堤防も三か所決壊し、「わざと切れ」を行った大長寺裏の堤防からも大川の水が入ってきた。
今回の洪水はこれに収まらず、前回の洪水ではそれ以上の被害を防いでいた寝屋川の堤防が現・鶴見区の徳庵で決壊し、寝屋川に注ぐ他の河川も水が溢れ出した結果、洪水は寝屋川以南にまで拡大し、7月上旬には江戸時代の干拓で消滅したはずの深野池と新開池以上の大きな湖、かつての河内湖が地上に現れ出す始末であった。
さらに高潮まで加わって大阪湾の水が安治川を遡って現在の北区、西区一帯も浸水してしまったが、大阪天満宮のあたりは微高地だったために浸水を免れた。
7月の洪水により、6月の浸水地域は再び浸水し、新たに現在の大阪市北区、福島区、此花区、西区、港区、東成区、生野区、東大阪市、大東市、四条畷市が浸水した。
浸水被害面積は約15,269町歩（15142ha）で、当時の大阪府全体の世帯数の約20％となる72,509戸が最大で約4mも浸水したうえ、家屋流失1,749戸、同損壊約15,000戸、橋の流出512カ所、堤防の決壊224カ所、死者・行方不明者81名、被災者30万4,199人という甚大な被害が発生した。
家屋流失は茨田郡739戸、東成郡836戸で全体の90%、死者・行方不明者は茨田郡49名、東成郡13名で全体の77%を数え、大きな被害を出している。ただし、浸水戸数では西区23,116戸、西成郡14,253戸、北区8,691戸の被害が出ており、茨田郡6,996戸、東成郡4,421戸を上回っているがこれは主に台風による高潮のためである。
結局大阪市内では被害が少なかった淀川以北を除くと、大阪天満宮周辺、大阪城から天王寺間の上町台地一帯、船場周辺、大阪市南部を除くほとんどの低地部が水害を受けてしまった。
大川上流の川崎橋の他、浪華三大橋と呼ばれた天満橋・天神橋、そして難波橋の南半分（北半分は鉄橋）に淀屋橋も流された。最新式の可動式の鉄橋であった安治川橋に至っては漂流物が橋に引っ掛かって川を堰き止める様子を見せたので急いで陸軍が爆破した。こうして八百八橋とうたわれた大阪の橋は主な橋だけで30余りが次々に流失し、市内の交通のほぼ全てが寸断された。そこで7日になって陸軍が難波橋の南側に舟橋を設置した。
暴風雨がやむとようやく洪水も動きを止めた。次第に淀川の水位が低下してくると、浸水地域に溜まっていた水は決壊した各所の堤防の修理の甲斐もあり、長い時間はかかったが大長寺裏の堤防から排水されていった。
この洪水後、付近の郡は大阪府や国に淀川改修の誓願運動を起こし、やがて大阪府会も国に建議を提出。大橋房太郎が中心となったこれらの運動が実り、ついに日清戦争後の1896年（明治29年）に淀川改修を加えた公共河川法案が成立し、淀川改修費の予算も成立、この年から淀川の改修工事が始められることとなった。
なお、御堂を流され、境内も荒れ果ててしまった大長寺（近松門左衛門の人形浄瑠璃、「心中天網島」の舞台）であるが、1887年（明治20年）頃に藤田伝三郎にその土地を売却し、寺は移転して再興を果たした。大長寺があったその地に伝三郎は網島御殿と呼ばれる邸宅を建てたが、現在は藤田美術館、藤田邸跡公園、太閤園、大阪市公館となっている。
近くの桜之宮公園にはこの洪水に関する石碑が建っている。